# 赛欧托河

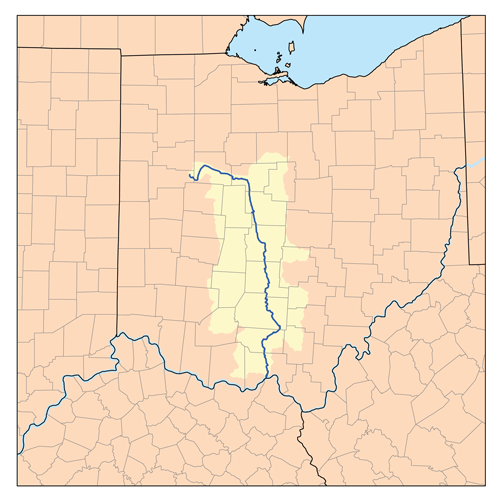
赛欧托河的流域图

赛欧托河是俄亥俄州中南部的一条河流，长度约372公里。赛欧托河起源于俄亥俄州中西部的奥格莱塞县，流过俄亥俄州哥伦布，在那里汇合了其最大的支流奥伦丹吉河，最后在朴茨茅斯汇入俄亥俄河。赛欧托河的流量过小，已不适用于现代商业航运，其主要的经济作用是用于饮用水和休閒娱乐。